# Microsoft Cognitive Toolkit
Microsoft Cognitive Toolkit, auparavant CNTK est un framework d'apprentissage profond développé par Microsoft Research.

## Présentation
Microsoft Cognitive Toolkit décrit les réseaux de neurones artificiels sous forme d'une série d'étapes informatiques à l'aide d'un graphe orienté.
Le logiciel est distribué sous une licence de logiciel libre et open source MIT.
Depuis la version 2.0, il peut être utilisé comme couche d'accès aux données dans la bibliothèque Keras,.